# Polly Walker
Polly Alexandra Walker (* 19. Mai 1966 in Warrington, Cheshire, England) ist eine britische Fernseh- und Filmschauspielerin.

## Leben
Ihre Karriere begann sie zunächst als Tänzerin, eine Verletzung im Alter von achtzehn Jahren zwang sie jedoch zu einem Berufswechsel.
Ihre erste größere Rolle in einem Kinofilm hatte sie im Jahr 1992 als Terroristin in dem Film Die Stunde der Patrioten an der Seite von Harrison Ford und Sean Bean. Im Laufe ihrer Karriere stand sie neben Schauspielern wie Sharon Stone, Anthony Hopkins, Gwyneth Paltrow oder Maggie Smith vor der Kamera.
Von 2005 bis 2007 war sie in der Rolle der Atia in der Fernsehserie Rom zu sehen. Für diese Rolle wurde sie für einen Golden Globe und einen Satellite Award nominiert. 2006 drehte Polly Walker an der Seite von Ewan McGregor den Kinofilm Scenes of a Sexual Nature, welcher noch im selben Jahr in die Kinos kam.
Walker heiratete 2008 den ehemaligen Schauspieler Laurence Penry-Jones (Bruder von Rupert Penry-Jones) und lebte mit ihm für knapp acht Jahre in den Vereinigten Staaten. 2015 kehrte das Paar nach London zurück. Walker hat einen Sohn (* 1993) und eine Tochter (* 2000) aus früheren Beziehungen.

## Filmografie (Auswahl)
- 1990: Das Haus auf der Klippe (Peril at End House)
- 1991: Verzauberter April (Enchanted April)
- 1992: Great Performances (Fernsehserie, Folge A Dangerous Man: Lawrence After Arabia)
- 1992: Shogun Mayeda (Journey of Honor aka Shogun Warrior)
- 1992: Die Stunde der Patrioten (Patriot Games)
- 1993: Der Prozeß (The Trial)
- 1993: Sliver – Gier der Augen (Sliver)
- 1995: Restoration – Zeit der Sinnlichkeit (Restoration)
- 1996: Jane Austens Emma (Emma)
- 1997: Rosanna’s letzter Wille (Roseanna’s Grave)
- 1997: Dunkle Tage in St. Petersburg (The Gambler)
- 1997: The Woodlanders (The Woodlanders)
- 1997: Bastard – Willkommen im Paradies (Bandyta)
- 1997: Robinson Crusoe
- 1998: Talk of Angels
- 1998: Dark Harbor – Der Fremde am Weg (Dark Harbor)
- 1998: Untermieter aus dem Jenseits (Curtain Call)
- 1999: 8 1/2 Frauen (Eight and a Half Women)
- 2000: After Alice (After Alice)
- 2002: D-Tox – Im Auge der Angst (D-Tox – Eye See You)
- 2002: Savage Messiah (Savage Messiah)
- 2003: Mord auf Seite eins (State of Play, Miniserie, sechs Folgen)
- 2004: Control – Du sollst nicht töten (Control)
- 2005–2007: Rom (Rome, Fernsehserie, 22 Folgen)
- 2006: Scenes of a Sexual Nature
- 2007: Cane (Fernsehserie, 12 Folgen)
- 2007: Agatha Christie’s Marple (Fernsehserie, 1 Folge)
- 2009–2010: Caprica (Fernsehserie, 17 Folgen)
- 2010: Kampf der Titanen (Clash of the Titans)
- 2012: John Carter – Zwischen zwei Welten (John Carter)
- 2013: Age Before Beauty (Fernsehserie, 6 Folgen)
- 2013: Warehouse 13 (Fernsehserie, 4 Folgen)
- 2014: Mr Selfridge (Fernsehserie, 9 Folgen)
- 2015: The Syndicate (Fernsehserie, 5 Folgen)
- 2016: Line of Duty (Fernsehserie, 11 Folgen)
- 2016: Paranoid (Fernsehserie, 5 Folgen)
- 2019–2022: Pennyworth (Fernsehserie, 17 Folgen)
- 2020: Cursed – Die Auserwählte (Cursed, Fernsehserie)
- seit 2020: Bridgerton (Fernsehserie)
- 2024: Dune: Prophecy (Fernsehserie, 1 Folge)
- 2025: Bookish (Fernsehserie, 6 Folgen)